# Kladorub-Gletscher
Der Kladorub-Gletscher (bulgarisch ледник Кладоруб lednik Kladorub) ist ein 14 km langer und 3,5 km breiter Gletscher an der Nordenskjöld-Küste des Grahamlands auf der Antarktischen Halbinsel. Von den südöstlichen Hängen des Detroit-Plateau fließt er südwestlich des Aleksiew-Gletschers und nordöstlich des Wratschesch-Gletschers südwestwärts zwischen dem Cruyt Spur und dem Papija-Nunatak, dann ostwärts zur Desislava Cove.
Britische Wissenschaftler kartierten ihn 1978. Die bulgarische Kommission für Antarktische Geographische Namen benannte ihn 2013 nach der Ortschaft Kladorub im Nordwesten Bulgariens.